# Karl Schroth
Karl Schroth (* 18. Januar 1909 in Pforzheim; † 1999 ebenda) war ein deutscher Widerstandskämpfer gegen den Nationalsozialismus.

## Leben
Durch den Vikar Erwin Eckert kam Schroth als Stahlgraveur-Lehrling zur Sozialistischen Jugend, zur Gewerkschaft (Deutscher Metallarbeiterverband) und trat 1927 der SPD bei. 1931 schloss er sich der links von der SPD stehenden Sozialistischen Arbeiterpartei (SAP) an.
Im Juni 1933 verteilten Schroth und weitere SAP-Mitglieder in Pforzheim die illegale Schrift „Fanal“, das Titelblatt zeigte eine Fotomontage mit schrecklichen Kriegs- und Verwüstungsszenen unter dem Titel „Durch Rüstung zum Krieg !“ Schroth und die SAP leisteten auch für Verfolgte Fluchthilfe nach Frankreich.
1935 wurde Schroth inhaftiert und drei Tage verhört. Am 5. Mai 1938 verhaftete ihn die Gestapo erneut. Im März 1939 wurde er aus der Einzelhaft im Pforzheimer Gefängnis nach Stuttgart verlegt. Am 6. September 1939 kam der Volksgerichtshof Berlin nach Karlsruhe und verurteilte Schroth zu zwei Jahren Gefängnis. Er musste in Darmstadt und Dieburg bei der Moor-Entwässerung mitarbeiten und im Straßenbau Steine klopfen. Im Frühjahr 1940 entlassen, heirateten er und seine Verlobte Klara im Juni 1940. Er musste sich täglich bei der Gestapo melden, bis er im Mai 1941 zur Wehrmacht eingezogen wurde. Von der Pforzheimer Buckenbergkaserne aus musste er zuerst nach Frankreich, dann nach Italien, wo er im Mai 1944 in amerikanische Kriegsgefangenschaft geriet.
Ab Juni 1944 war er im französischen Kriegsgefangenen-Wüstenlager El Djelfa in der Nähe von Laghuat (Algerien), ab April 1945 in einem Arbeitslager nahe der Mittelmeerküste.
Im Spätsommer 1945 am Rande der Sahara erfuhr Schroth, Gegner der NS-Diktatur und des Eroberungskrieges, vom Luftangriff auf Pforzheim am 23. Februar 1945:
„Auf der Strasse, außerhalb des Stacheldrahtzauns, rasseln staubbedeckte Panzer mit allem Pipapo, Kradrädern, Jeep’s und Munitionsfahrzeugen. Jawohl, ich schrecke bis ins Innere auf. Ich öffne die Augen ganz weit, die rasselnden Ungetüme sind grell bemalt – ein Jux, eine Fata Morgana – mit den Namen von unmittelbar an Pforzheim angrenzenden Gemeinden. Ich staune und lese: Kleinsteinbach, Königsbach, Bilfingen, Stein, Ersingen – auf jedem neu vorbeiziehenden Panzer – ein vertrauter Name. Sofort versuche ich einen Kradfahrer an den Zaun zu bekommen. Ohne Erfolg. Die Fahrzeuge donnern vorbei wie ein eiliges Gewitter. Die Heimat so fern und plötzlich so nah und umgehend wieder so fern. Ich gehe zu Freyér (einem Aufseher) und bitte ihn, einen dieser vorbeigerauschten Augenzeugen ausfindig zu machen, und nun erfahre ich von einem jungen Soldaten, dass seine Truppe in allen auf die Panzer gemalten Orte längere Zeit festgesessen ist. Und rücksichtsvoll, geradezu zögernd, gibt er preis, was ich ängstlich vermute: ‚Deine Stadt’ – er breitet die Arme weit aus – ‚tout cassé, kaputt, total kaputt.’ Ich fühle, wie mein Herz schneller schlägt, sich überhaspelt und zu rasen beginnt...“
Im Juli 1947 aus der Gefangenschaft entlassen, kehrte Schroth im August nach Pforzheim zurück. Er wirkte nach dem Krieg mit beim Aufbau eines demokratischen Staates, durch seine Verbindungen als Zeitungsredakteur kam Fritz Erler nach Pforzheim. Schroth war drei Jahre Vorsitzender der SPD, wirkte neun Jahre als Stadtrat für das Gemeinwesen und arbeitete bei der Volksbühne und der Arbeiterwohlfahrt mit.

## Werke
- Die entscheidenden Jahre. Pforzheim, 1974
- Und immer wieder für die Freiheit. Pforzheim, 1977